# Leonhard Basilius
Leonhard Basilius, eredetileg Basler, magyaros névalakban Basilius Lénárt (Nagyszeben, 1568 körül – Szenterzsébet, 1613. augusztus 20.) evangélikus lelkész.

## Élete
Trausch feltételezése szerint ő vagy apja Bázel városából származott. Wittenbergben tanult, 1593-ban szebeni tanár lett és tanításában a hittudományra helyezte a fő hangsúlyt; de már a következő évben Péterfalvára hívták meg lelkésznek; 1605-ben Szenterzsébet község választotta papjának; itt nyerte 1605-ben a káptalani dékánságot s e hivatalt haláláig viselte. Elhunyt 1613-ban, 45 éves korában.

## Munkái
- Theses theologicae in schola Cibiniensi ad disputandum exercitii causa propositae. Cibinii, 1593.
- Theses theologicae de veris ecclesiae visibilis notis in gymn. Cibiniensi die 20. maji ad disputandum propositae. Uo. 1594.